# ヴォル・オ・ヴァン

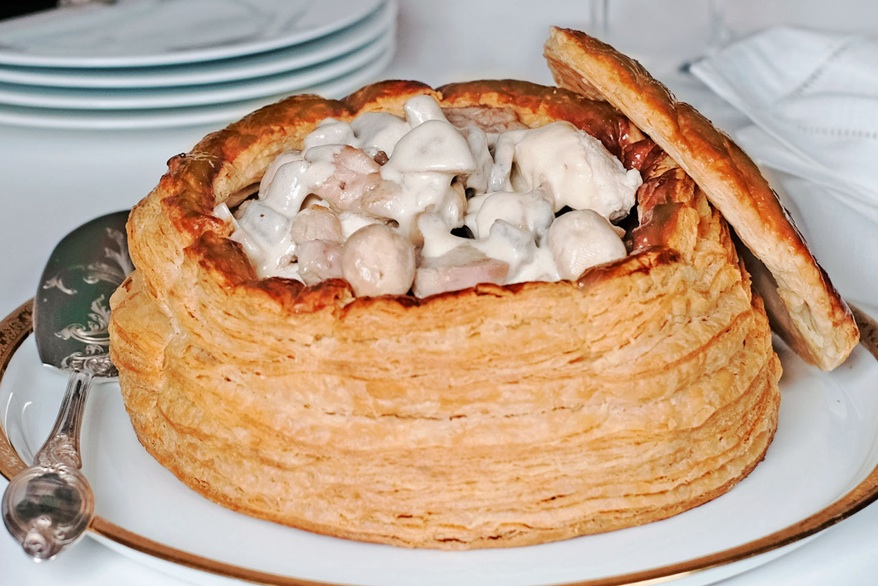
ヴォル・オ・ヴァンの例

ヴォル・オ・ヴァン、ヴォロヴァン（フランス語: vol-au-vent）は、フランス料理の1種。パイ生地で蓋付きの器を作り、中に詰め物を入れた料理。この器を作る型のことも同名のヴォル・オ・ヴァン、ヴォロヴァンと呼ぶ。
「ヴォル・オ・ヴァン」は「吹く風」、「風で飛ぶ」という意味である。
古典的なフランス料理ではあるが、フランスでも提供するレストランは少なくなっている。
アントナン・カレームがヴォル・オ・ヴァンを考案し、19世紀初頭に自身のパティスリーで販売したのが最初とされる。